# Dorel Simion
Dorel Simion (n. 1977, București, România) este un pugilist român de etnie romă,
laureat cu bronz la Sydney 2000. S-a clasat pe același loc cu pugilistul moldovean Vitalie Grușac. În 1994  a devenit campion mondial la juniori la Istanbul, în Turcia, iar un an mai tarziu a cucerit titlul continental la CE de juniori de la Siofok, din Ungaria.
Este fratele lui Marian Simion, și el tot pugilist.
„Dacă vrei să ajungi campion mondial, olimpic sau european, dacă vrei să ajungi acolo, sus, în vârf, nu se poate fără muncă la maximum, fără renunțări, fără sacrificii. Mă uitam cu drag la David Popovici. Păi, cum să-i bați pe toți ăia dacă nu muncești zi de zi până la epuizare?! Am făcut box vreo 23 de ani, știu ce spun. Avem 5 campioni mondiali la box în toată istoria, printre care și eu, și fratele meu, Marian.

Chiar am făcut istorie și merităm să fim tratați cu mai mult respect! Păi, acum aud zvonuri că un medic, de la nu știu ce lot, și-ar fi luat prime după Olimpiada de la Paris de 250.000 de euro în total. Cum vine asta?! Înțeleg că sunt alți bani, alte vremuri, dar cum să nu fie fonduri pentru foștii campioni?? Că așa ni se spune, că nu se poate, că nu sunt finanțe.”—Dorel Simion, https://www.gsp.ro/sporturi/altele/dorel-simion-interviu-protest-rente-viagere-box-758599.html